# 마쓰나가시
마쓰나가시(松永市)은 히로시마현에 존재했던 시이다.
1966년 5월 1일 후쿠야마시와 합병해 새로운 후쿠야마시가 신설되었다. 후쿠야마-마쓰나가 양 도시의 합병은 주고쿠 지방에서 처음으로 이뤄진 도시간 합병이다. 

## 역사
- 1954년 3월 31일 - 누마쿠마군 마쓰나가정·가나에촌·가촌·히가시촌·후지에촌·혼고촌·야나이즈촌이 합병하여 마쓰나가시가 발족하였다.
- 1955년 7월 15일 - 오노미치시의 일부(다카스정 가와지리 지구, 니시토정 사나다 지구)를 편입하여. 각각 다카니시마치 가와지리, 다카니시정 사나다가 되었다.
- 1966년 5월 1일 - 후쿠야마시와 신설 합병해 후쿠야마시가 새롭게 성립하여. 동일 마쓰나가시는 폐지되었다.

## 정명
- 이마즈정（今津町）
- 가나에정 카나미（金江町金見）
- 가나에정 와라에（金江町金見）
- 가무라정（ 神村町）
- 다카니시정 오지리（高西町川尻）
- 다카니시정 사나다（高西町真田）
- 히가시무라정（東村町）
- 후지에정（藤江町）
- 혼고정（本郷町）
- 마쓰나가정（松永町）
- 야나이즈정（柳津町）
- 미야마에정（宮前町）

## 교통

### 철도
- 일본국유철도 (현 서일본 여객철도)
  - 산요본선